# غاد بيك
غاد بيك (بالألمانية: Gad Beck)‏ هو مقاوم وكاتب ألماني، ولد في 30 يونيو 1923 في برلين في ألمانيا، وتوفي بنفس المكان في 24 يونيو 2012.

## وصلات خارجية
- غاد بيك على موقع IMDb (الإنجليزية)
- غاد بيك على موقع كينوبويسك (الروسية)